# 陳名豫
陳名豫（1882年—1966年3月），字雪南，山東兗州府滕縣七里溝人。民國37年（1948年）在山東省第六選區當選第一屆立法委員

## 生平
- 幼年喪父母，隨本村族人拔貢陳頤年家館一面侍學、一面讀私墊。1903年，院試入文庠，旋考取山東高等大學堂。1908年，考入山東優級師範學堂，選學歷史地理科。1910年畢業後，在山左公學任史地教員，並加入同盟會
- 1912年，山東臨時議會成立，被選為議員，任山東提學司總務科科長
- 民國2年3月26日，任山東教育司科長[5]
- 民國2年12月26日，呈請辭山東教育司科長[6]
- 1917年，選為參議院議員
- 膠澳中學校長
- 山東省圖書館館長
- 民國12年10月29日，升用簡任職存記[7]
- 1924年春，被選為中國國民黨山東省臨時黨部執行委員。次年，改任省黨部監察委員
- 民國17年5月21日，任山東省政府委員[8]
- 民國17年8月3日，署山東省政府民政廳廳長[9]
- 民國17年11月7日，免山東省政府委員兼山東省政府民政廳廳長，任陝西省政府委員兼陝西省政府建設廳廳長[10]
- 民國18年1月22日，呈請辭陝西省政府委員兼陝西省政府建設廳廳長[11]
- 民國18年5月18日，任山東省政府委員[12]
- 民國18年11月11日，派山東省政府縣長考試典試委員[13]
- 民國18年12月16日，任山東省政府工商廳廳長[14]
- 民國19年9月12日，免山東省政府委員兼山東省政府工商廳廳長[15]
- 民國20年6月27日，任國民政府文官處參事[16]
- 「七·七」事變後，居重慶8年
- 民國37年，當選立法委員，曾出席第一屆立法院第一會期內政及地方自治委員會、預算委員會、衛生委員會
- 1946年，返濟南家居
- 1949年後，曾任山東省政協委員、中國國民黨革命委員會山東省委中央團結委員會委員[17]